# Thomas Richter (Apotheker)
Thomas Richter (* 10. August 1965 in Fulda) ist ein deutscher Apotheker, Medizinhistoriker, Germanist und Sachbuchautor.

## Leben
Nach dem Abitur am Deutschorden-Gymnasium Bad Mergentheim 1984 und der Bundeswehrzeit an der Sanitätsakademie der Bundeswehr in München (1984–1986) studierte er von 1986 bis 1990 Pharmazie an der Universität Würzburg (Praktisches Jahr in Krankenhaus- und Offizinapotheken im Main-Tauber-Kreis). 1991 erhielt er die Approbation als Apotheker. Er erwarb die Promotion zum Dr. rer. nat. an der Fakultät für Biologie der Universität Würzburg in der Fächerkombination Pharmazeutische Biologie / Geschichte der Medizin bei Franz-Christian Czygan und Gundolf Keil und die Promotion zum Dr. phil. an der Fakultät für Philosophie I der Universität Würzburg im Fach „Neuere deutsche Literaturgeschichte“ am 14. Juli 2008 nach erfolgreicher Absolvierung eines Zweitstudiums im Fach Germanistik bei Wolfgang Riedel und Helmut Pfotenhauer.
Richters 2009 veröffentlichte Rowohlt-Monographie über Alexander von Humboldt wurde in der Rubrik Taschenbücher der Woche der Zeitung Die Welt besprochen. Johanna Schmeller befand dort, Richter zeichne Humboldts Werdegang „so sinnlich nach, dass seine eigene ausgeprägte Begeisterung für den Porträtierten auf den Leser überspringt.“ Sie mutmaßt, Humboldt habe Thomas Richter „vielleicht einst als Vorbild gegolten […], hat er doch selbst in Pharmazie und in Germanistik promoviert.“ Der Humboldt-Spezialist Frank Holl kritisierte Richters Aussage, in Daniel Kehlmanns Roman Die Vermessung der Welt seien die historischen Ereignisse exakt wiedergegeben, und sah darin ein Beispiel dafür, dass „auch Autoren, denen man einen vorsichtigeren Umgang mit dem Roman zutrauen sollte, […] nicht den fiktiven Charakter der Kehlmann‘schen ‚Wahrheiten‘“ erkannt hätten.
Mit Claudia Richter betreibt er in Würzburg drei Apotheken.

## Veröffentlichungen (Auswahl)
- Melissa officinalis L.: Ein Leitmotiv für 2000 Jahre Wissenschaftsgeschichte (= Würzburger medizinhistorische Forschungen. Band 64). Königshausen & Neumann, Würzburg 1998, ISBN 3-8260-1645-9. Zugleich Dissertation Würzburg 1997.
- Melissa officinalis. Ein Leitmotiv für 2000 Jahre Wissenschaftsgeschichte. Würzburg 1998, ISBN 3-8260-1645-9.
- mit Claudia Boss-Teichmann: Bärlauch & Knoblauch. Sammeln und Anbau, Fitness und Gesundheit, feine Rezepte. Stuttgart 2002, ISBN 3-8001-3905-7.
- Alexander von Humboldt. Reinbek bei Hamburg 2009, ISBN 978-3-499-50712-0.
- Alexander von Humboldt. „Ansichten der Natur“ – Naturforschung zwischen Poetik und Wissenschaft. Tübingen 2009, ISBN 978-3-86057-168-2.

## Belege
1. 1 2  Johanna Schmeller: Taschenbücher der Woche: Biografien, in: Die Welt vom 16. Mai 2009, online abgerufen am 20. Juli 2023.
2. ↑  Frank Holl: „Die zweitgrößte Beleidigung des Menschen sei die Sklaverei ...“ Daniel Kehlmanns neu erfundener Alexander von Humboldt, in HiN – Alexander von Humboldt im Netz, XIII, 25 (2012), S. 46–62 (S. 58), online abgerufen am 23. Juli 2023.
3. ↑  Richter Apotheken Würzburg.

| Personendaten    | Personendaten                                        |
| ---------------- | ---------------------------------------------------- |
| NAME             | Richter, Thomas                                      |
| KURZBESCHREIBUNG | deutscher Apotheker, Medizinhistoriker und Germanist |
| GEBURTSDATUM     | 10. August 1965                                      |
| GEBURTSORT       | Fulda                                                |